# Ronda de la Comunicación
Ronda de la Comunicación – stacja metra w Madrycie, na linii 10. Znajduje się w dzielnicy Fuencarral-El Pardo, w Madrycie i zlokalizowana jest pomiędzy stacjami La Granja i Las Tablas. Została otwarta 26 kwietnia 2007.